# X-39
Il "Future Aircraft Technology Enhancements" (FATE) è uno dei programmi dell'USAF research Laboratory. In questo abito avrebbe dovuto essere costruito un dimostratore in scala ridotta e senza equipaggio.

FATE doveva sviluppare tecnologie rivoluzionarie che sarebbero state integrate nella successiva generazione di aerei da combattimento.

Esempi di queste tecnologie comprendevano: sistemi di dati stealth a basso costo, ali aeroelastiche attive, strutture composite avanzate, prese d'aria compatte, sistemi di gestione avanzati, comandi di volo autoadattanti con attuatori elettrici
X-39 doveva essere la denominazione del prototipo (la designazione è a disposizione dal 1999).
I fondi tuttavia sono stati trasferiti all'UCAV di DARPA e USAF, dunque probabilmente questo progetto non vedrà mai la luce.